# George Rowley
George Rowley est un animateur et artiste d'effets spéciaux américain ayant travaillé entre autres pour les studios Disney.

## Filmographie
- 1935 : Jazz Band contre Symphony Land (effet d'animation)
- 1936 : Le Retour de Toby la tortue (effet d'animation)
- 1937 : Le Vieux Moulin (animateur)
- 1937 : Blanche-Neige et les Sept Nains (animateur)
- 1938 : Au pays des étoiles (animateur)
- 1939 : Le Cochon pratique (animateur)
- 1940 : Fantasia segment L'Apprenti sorcier (animateur)
- 1940 : Pinocchio (animateur)
- 1941 : Le Dragon récalcitrant (effet d'animation)
- 1942 : Bambi (animateur)
- 1943 : Victoire dans les airs (animateur)
- 1944 : Les Trois Caballeros (effets spéciaux d'animation)
- 1946 : La Boîte à musique (effet d'animation)
- 1946 : Casey at the Bat (effet d'animation)
- 1946 : Pierre et le Loup (animateur)
- 1946 : Mélodie du Sud (effet d'animation)
- 1947 : Coquin de printemps (effet d'animation)
- 1948 : Mélodie Cocktail (effet d'animation)
- 1948 : Johnny Pépin-de-Pomme (effet d'animation)
- 1948 : Dingo et Dolorès (animateur)
- 1948 : Danny, le petit mouton noir (effets spéciaux)
- 1948 : L'Île aux phoques (animateur), série True-Life Adventures
- 1949 : Pluto's Surprise Package (animateur)
- 1949 : Le Crapaud et le Maître d'école (effets d'animation)
- 1949 : Sheep Dog (animateur)
- 1950 : Lion Around (effets d'animation)
- 1950 : Cendrillon (effets d'animation)
- 1951 : Drôle de poussin (effets d'animation)
- 1951 : Pluto et la Cigogne (effets d'animation)
- 1951 : Une partie de pop-corn (effets d'animation)
- 1951 : Alice au pays des merveilles (effets d'animation)
- 1952 : Man's Best Friend (effets d'animation)
- 1952 : Susie, le petit coupé bleu (effets d'animation)
- 1952 : The Little House (effets d'animation)
- 1952 : Le Seigneur de la forêt (effets d'animation), série True-Life Adventure
- 1952 : L'Arbre de Noël de Pluto (effets d'animation)
- 1953 : Peter Pan (effets d'animation)
- 1953 : La Fontaine de jouvence de Donald (effets d'animation)
- 1953 : Father's Week End (effets d'animation)
- 1953 : Franklin et Moi (effets d'animation)
- 1954 : C'est un souvenir de décembre (effets d'animation)
- 1955 : La Belle et le Clochard (effets d'animation)
- 1956 : Les Dix Commandements (effets visuels d'animation)
- 1958 : Bozo: The World's Most Famous Clown (animateur)
- 1960 : Popeye the Sailor (animateur), 18 épisodes
- 1965 : The Man from Button Willow (en) (animateur)
- 1965 : Linus! The Lion Hearted (animateur), 1 épisode
- 1966 : Space Ghost (animateur), série télévisée
- 1967 : Jack and the Beanstalk (animateur)
- 1967 : Moby Dick and the Mighty Mightor (animateur), série télévisée
- 1968 : The New Adventures of Huckleberry Finn (animateur), série télévisée 2 épisodes
- 1968 : Banana Split (animateur), série télévisée (1968-1970)
- 1969 : Scooby Doo, Where Are You! (animateur), série télévisée 5 épisodes
- 1970 : Where's Huddles (animateur), série télévisée
- 1974 : Journey Back to Oz (animateur)
- 1977 : Scooby's All Star Laff-A-Lympics (animateur), série télévisée
- 1999 : Fantasia 2000 segment L'Apprenti sorcier (animateur)